# Naoki Naito
Naoki Naito (内藤 直樹, Naito Naoki) est un footballeur japonais né le 30 mai 1968 dans la préfecture de Shizuoka au Japon.